# 北○条東 (札幌市)
北○条東（きた じょうひがし）は、札幌市中央区の創成川若しくは創成川通（国道5号）周辺から東側、および大通より北側にある、碁盤目状の区画である。中央区と東区に跨って存在する。

## 歴史
※太字は新設
- 1881年〈明治14年〉- 以下の通り名（いずれも創成川以東）を改称して北1条東〜北6条東成立
  - 浜益通 → 北1条東1〜2丁目
  - 厚田通 → 北2条東1〜2丁目
  - 札幌通 → 北3条東1〜2丁目
  - 石狩通 → 北4条東1〜2丁目
  - 樺戸通 → 北5条東1〜2丁目
  - 空知通 → 北6条東1〜2丁目
- 1888年〈明治21年〉- 北1条東〜北3条東にそれぞれ3丁目設置
- 1890年〈明治23年〉- 篠路通を改称して北8条東1〜2丁目成立
- 1899年〈明治32年〉- 北6条東に3丁目設置
- 1925年〈大正14年〉- 以下のように区画変更及び新設
  - 以下、苗穂町の一部を編入し設置
    - 北1条東〜北3条東の4〜15丁目
    - 北4条東3〜9丁目
    - 北5条東3〜7丁目

  - 北6条東3丁目の一部から同4〜7丁目設置
  - 北6条東の一部から北7条東1〜7丁目新設
  - 以下、北8条東2丁目の一部から設置・新設
    - 北8条東3〜7丁目
    - 北9条東〜北11条の1〜7丁目
- 1932年〈昭和7年〉
  - 北1条東、北3条東の15丁目をそれぞれ廃止して14丁目に編入
  - 北4条東9丁目の一部から10丁目を設置
- 1934年〈昭和9年〉- 元村町と苗穂町、札幌村大字札幌村の各一部を編入して以下を新設・設置
  - 北4条東11〜16丁目（苗穂町の一部）
  - 北5条東7〜17丁目（苗穂町の一部）
  - 北6条東8〜18丁目（苗穂町の一部）
  - 北7条東8〜19丁目（苗穂町の一部）
  - 北8条東〜北10条東の8〜20丁目（苗穂町、元村町の各一部）
  - 北11条東8〜9・12〜19丁目（苗穂町、元村町の各一部）、同10〜11丁目（大字札幌村の一部）
  - 北12条東1〜14丁目（大字札幌村の一部）、同15〜17丁目（苗穂町、元村町の各一部）
  - 北13条東1〜15丁目（大字札幌村の一部）
  - 北14条東〜北16条東の1〜10・12〜16丁目（大字札幌村の一部）
  - 北17条東〜北25条東の1〜10・12〜15丁目（大字札幌村の一部）
- 1950年〈昭和25年〉- 札幌村字元村（旧・大字札幌村）の一部を編入、北26条東〜北28条東の1〜7丁目を新設
- 1962年〈昭和37年〉- 栄町（旧・札幌村字元村）の一部を編入、北30条東〜北41条東の1〜7丁目を新設
- 1964年〈昭和39年〉
  - 雁来町の一部を編入し以下を設置
    - 北1条東15〜19丁目
    - 北2条東16〜20丁目

  - 北15条東16丁目の一部から17丁目設置
  - 北16条、区画変更により17〜18丁目設置
  - 元町（旧・札幌村字元村）の一部を編入し以下を設置
    - 北17条東16〜18丁目
    - 北18条東〜北20条東の16〜19丁目
    - 北21条東〜北23条東の16〜20丁目
    - 北24条東〜北25条東の16〜18丁目
- 1965年〈昭和40年〉- 栄町の一部を編入し以下を新設・設置
  - 北26条東〜北28条東・北30条東〜北33条東の8〜10・12〜15丁目
  - 北42条東〜北45条東の1〜7丁目
- 1967年〈昭和42年〉
  - 区画変更により、以下を設置
    - 北6条東19〜20丁目
    - 北7条東20丁目

  - 区画変更により、以下を廃止
    - 北8条東20丁目
    - 北9条東17〜20丁目
    - 北10条東18〜20丁目
    - 北11条東18〜19丁目

  - 元町、東苗穂町の各一部を編入し北13条東16丁目を設置
  - 元町の一部を編入し北15条東18丁目を設置
- 1969年〈昭和44年〉- 栄町の一部を編入し以下を新設・設置
  - 北34条東〜北41条東の8〜10・12〜15丁目
  - 北42条東〜北45条東の8〜10・12〜16丁目
  - 北46条東〜北47条東の10・12〜16丁目
- 1973年〈昭和48年〉- 栄町の一部を編入し以下を新設・設置
  - 北46条東〜北47条東の1〜9丁目
  - 北48条東〜北49条東の1〜10・13〜15丁目
  - 北50条東〜北51条東の2〜7丁目
- 1977年〈昭和52年〉- 元町、東苗穂町の各一部を編入し以下を設置
  - 北16条東19丁目（元町、東苗穂町の各一部）
  - 北17条東19〜20丁目（元町、東苗穂町の各一部）
  - 北18条東20〜21丁目（元町、東苗穂町の各一部）
  - 北19条東〜北20条東の20〜22丁目（元町の一部）
  - 北21条東21〜23丁目（元町の一部）
- 1979年〈昭和54年〉- 元町、栄町、丘珠町の各一部を編入し以下を設置
  - 北22条東〜北23条東の21〜23丁目（元町の一部）
  - 北24条東〜北25条東の19〜22丁目（元町の一部）
  - 北26条東〜北27条東の16〜22丁目（元町、丘珠町の各一部）
  - 北28条東16〜21丁目（元町、丘珠町の各一部）
  - 北30条東16〜20丁目（元町、丘珠町の各一部）
  - 北31条東16〜19丁目（元町の一部）
  - 北32条東〜北33条東の16〜18丁目（元町の一部）
  - 北34条東〜北35条東の16〜19丁目（元町、栄町の各一部）
  - 北36条東〜北40条東の16〜19丁目（栄町の一部）
- 1981年〈昭和56年〉- 元町、栄町、丘珠町の各一部を編入し以下を設置
  - 北34条東〜北36条東の20〜26丁目（元町、栄町、丘珠町の各一部）
  - 北37条東20〜22丁目（栄町、丘珠町の各一部）
  - 北38条東〜北39条東の20〜21丁目（栄町、丘珠町の各一部）
  - 北40条東〜北41条東の20丁目（栄町の一部）
- 1984年〈昭和59年〉- 栄町の一部を編入し以下を設置
  - 北50条東8〜10・13〜15丁目
  - 北51条東8〜10・14〜15丁目
- 1985年〈昭和60年〉- 北47条東12丁目を廃止し同13丁目へ編入
- 1986年〈昭和61年〉7月
  - 栄町の一部を編入し、北42条東〜北43条東・北45条東〜北47条東の各17丁目を設置
  - 栄町の一部を編入し、北48条東16〜17丁目を設置
  - 区画変更により北44条東16丁目廃止
- 時期不明（1987年〈昭和62年〉以降）- 丘珠町、栄町の各一部を編入し以下を設置
  - 北34条東〜北35条東の27〜28丁目（丘珠町の一部）
  - 北36条東27〜29丁目（丘珠町の一部）
  - 北37条東25〜30丁目（丘珠町の一部）
  - 北47条東〜北48条東の18〜19丁目（栄町の一部）
  - 北49条東16〜17丁目（栄町の一部）

## 条と丁目
| 条         | 丁目       | 丁目                         | 丁目           | 備考 |
| 条         | 中央区     | 東区                         | 欠番           | 備考 |
| ---------- | ---------- | ---------------------------- | -------------- | --- |
| 北1条東    | 1 - 19丁目 | -                            | -              | 1 - 19丁目：北1条雁来通（国道12号、国道275号） 4・5丁目：サッポロファクトリー |
| 北2条東    | 1 - 20丁目 | -                            | -              | 3 - 5丁目：サッポロファクトリー 3丁目：cube garden 6丁目：旧永山武四郎邸 |
| 北3条東    | 1 - 15丁目 | -                            | -              | 1丁目：JR札幌病院 9丁目：札幌厚生病院 11丁目：北海道旅客鉄道（JR北海道）苗穂駅 |
| 北4条東    | 1 - 8丁目  | 10 - 16丁目                  | 9丁目          | 1丁目：ホテルモントレ札幌 3丁目：札幌市立中央中学校 5丁目：ジェイ・アール北海道バス札幌営業所 6丁目：札幌市中央体育館                                                                      |
| 北5条東    | 1 - 3丁目  | 4 - 17丁目                   | -              | 1 - 3丁目：北5条手稲通 13丁目：JR北海道苗穂工場・苗穂運転所 |
| 北6条東    | -          | 1 - 8・12 - 20丁目           | 9 - 11丁目     | 1丁目：札幌中央郵便局 4丁目：札幌総合卸センター、ジョイフルエーケー本社 |
| 北7条東    | -          | 1 - 9・11 - 20丁目           | 10丁目         | 2丁目：北海道ガス本社 9丁目：サッポロガーデンパーク（サッポロビール博物館・アリオ札幌） |
| 北8条東    | -          | 1 - 19丁目                   | -              | 4丁目：サツドラホールディングス本社 |
| 北9条東    | -          | 1 - 16丁目                   | -              | 7丁目：札幌市営住宅光星団地、さっぽろ村ラジオ 13丁目：札幌市立苗穂小学校 |
| 北10条東   | -          | 1 - 17丁目                   | -              | 11丁目：大覚寺 |
| 北11条東   | -          | 1 - 17丁目                   | -              | 6丁目：北海道スポーツ専門学校 7丁目：札幌市東区役所、東区民センター図書室 |
| 北12条東   | -          | 1 - 17丁目                   | -              | 1丁目：諏訪神社 3丁目：天使病院 |
| 北13条東   | -          | 1 - 10・12 - 16丁目          | 11丁目         | 1丁目：真宗大谷派札幌別院北支院 2丁目：札幌市交通局（札幌市営地下鉄）北13条東駅 3丁目：天使大学 8丁目：札幌市営地下鉄東区役所前駅 9丁目：札幌光星中学校・高等学校 16丁目：札幌村郷土記念館 |
| 北14条東   | -          | 1 - 10・12 - 16丁目          | 11丁目         | 15丁目：本龍寺 |
| 北15条東   | -          | 1 - 10・12 - 18丁目          | 11丁目         | 2丁目：札幌北斗高等学校 6丁目：吉田学園情報ビジネス専門学校 16丁目：札幌市営地下鉄環状通東駅                                                                                               |
| 北16条東   | -          | 1 - 10・12 - 19丁目          | 11丁目         | 1丁目：東警察署 5丁目：吉田学園動物看護専門学校 9丁目：札幌大谷大学・同短期大学部・中学校・高等学校 14丁目：札幌村神社                                                                     |
| 北17条東   | -          | 1 - 10・12 - 20丁目          | 11丁目         | 6丁目：札幌市立美香保中学校 |
| 北18条東   | -          | 1 - 10・12 - 21丁目          | 11丁目         | |
| 北19条東   | -          | 1 - 10・12 - 22丁目          | 11丁目         | 3丁目：札幌聖ミカエル教会 |
| 北20条東   | -          | 1 - 10・12 - 22丁目          | 11丁目         | 4・5丁目：美香保公園 |
| 北21条東   | -          | 1 - 10・12 - 23丁目          | 11丁目         | 4・5丁目：美香保公園 7丁目：さんぱち本店 |
| 北22条東   | -          | 1 - 10・12 - 23丁目          | 11丁目         | 4・5丁目：美香保公園 5丁目：札幌市美香保体育館 21丁目：市立札幌開成中等教育学校（旧・北海道札幌開成高等学校）                                                                              |
| 北23条東   | -          | 1 - 10・12 - 23丁目          | 11丁目         | |
| 北24条東   | -          | 1 - 10・12 - 22丁目          | 11丁目         | 16丁目：札幌市営地下鉄元町駅 20丁目：ツルハ本社 |
| 北25条東   | -          | 1 - 10・12 - 22丁目          | 11丁目         | 1丁目：ネッツトヨタ札幌本店 16丁目：札幌東郵便局 |
| 北26条東   | -          | 1 - 10・12 - 22丁目          | 11丁目         | |
| 北27条東   | -          | 1 - 10・12 - 22丁目          | 11丁目         | 14丁目：札幌市東区体育館 16丁目：札幌高等技術専門学院 |
| 北28条東   | -          | 1 - 10・12 - 21丁目          | 11丁目         | 1丁目：札幌運輸支局 |
| （北29条） | （欠番）   | （欠番）                     | （欠番）       | |
| 北30条東   | -          | 1 - 10・12 - 20丁目          | 11丁目         | 16丁目：元町図書館 |
| 北31条東   | -          | 1 - 10・12 - 19丁目          | 11丁目         | 15丁目：イオン札幌元町ショッピングセンター |
| 北32条東   | -          | 1 - 10・12 - 18丁目          | 11丁目         | |
| 北33条東   | -          | 1 - 10・12 - 18丁目          | 11丁目         | 1丁目：札幌禎心会病院 |
| 北34条東   | -          | 1 - 10・12 - 28丁目          | 11丁目         | 3丁目：札樽自動車道札幌北IC（第一） 16丁目：札幌市営地下鉄新道東駅 |
| 北35条東   | -          | 1 - 10・12 - 28丁目          | 11丁目         | |
| 北36条東   | -          | 1 - 10・12 - 29丁目          | 11丁目         | 8丁目：栄地区センター図書室 |
| 北37条東   | -          | 1 - 10・12 - 22・25 - 30丁目 | 11・23・24丁目 | 26丁目：国土交通省札幌航空交通管制部 |
| 北38条東   | -          | 1 - 10・12 - 21丁目          | 11丁目         | |
| 北39条東   | -          | 1 - 10・12 - 21丁目          | 11丁目         | |
| 北40条東   | -          | 1 - 10・12 - 20丁目          | 11丁目         | |
| 北41条東   | -          | 1 - 10・12 - 20丁目          | 11丁目         | 10丁目：ひのまる公園 15丁目：札幌市営地下鉄栄町駅 |
| 北42条東   | -          | 1 - 10・12 - 19丁目          | 11丁目         | 10丁目：烈々布神社 16丁目：イオン札幌栄町店 |
| 北43条東   | -          | 1 - 10・12 - 19丁目          | 11丁目         | |
| 北44条東   | -          | 1 - 10・12 - 15丁目          | 11丁目         | |
| 北45条東   | -          | 1 - 10・12 - 19丁目          | 11丁目         | |
| 北46条東   | -          | 1 - 10・12 - 19丁目          | 11丁目         | |
| 北47条東   | -          | 1 - 10・13 - 19丁目          | 11・12丁目     | |
| 北48条東   | -          | 1 - 10・13 - 19丁目          | 11・12丁目     | |
| 北49条東   | -          | 2 - 10・13 - 17丁目          | 1・11・12丁目  | 2丁目：北海道中央バス札幌北営業所 |
| 北50条東   | -          | 2 - 10・13 - 15丁目          | 1・11・12丁目  | |
| 北51条東   | -          | 2 - 10・14・15丁目           | 1・11 - 13丁目 | 5丁目：北海道旅客鉄道（JR北海道）太平駅 |